# Odontochilus longiflorus
Odontochilus longiflorus là một loài thực vật có hoa trong họ Lan. Loài này được (Rchb. f.) Benth. & Hook. f. ex Drake mô tả khoa học đầu tiên năm 1886.